# ミスバニー
ミスバニーは、ディズニーアニメや漫画の中に登場する架空のキャラクター。とんすけのガールフレンドである。

## 概要
- デビュー作は、『バンビ』（1942年8月13日）で、とんすけを自慢の歌声で引き寄せた。
- 毛の色は、完全なる黄色であり一部白色の所がある。
- 頭にある耳のどちらか一方にアクセサリーを付けている。ディズニーが公式に販売しているグッズには、ほとんど右耳に花かイチゴを付けている。
- 瞳の色は青色である。
- シッポはふわふわの白色。
- 耳は内側はピンクで外側は黄色。